# Дужный Камень
Дужный (Дужной) Камень — скалистая гряда на правом берегу реки Чусовой в Лысьвенском городком округе Пермского края. Длина скалы более 1 км, высота до 60 м. Складки известняка образуют своеобразные гигантские дуги — отсюда название камня. Скалы имеют научную ценность, являясь эталоном пермского периода. Изогнутые складки являются следствием тектонических процессов, проходивших примерно 290 миллионов лет назад и длившихся примерно 40—48 миллионов лет в истории планеты. Шотландский геолог Родерик Импи Мурчисон, путешествовавший по Уралу в 1841 году, изучил скальные выходы на Чусовой и открыл новый геологический период, названный им пермским.
На вершине скалы произрастает сосновый лес с примесью ели и берёзы. В составе растительного сообщества присутствуют реликтовые виды растений, такие как клевер люпиновый, лук торчащий, дрок красильный, мордовник обыкновенный, оносма простейшая, астрагал Гельма, ракитник русский, овсец пустынный, овсяница ложноовечья, вероника колосистая и другие, а из включённых в Красную книгу Пермского края — астра альпийская, шиверекия подольская, дремлик тёмно-красный, прострел раскрытый, лилия кудреватая.
Статус памятника природы был присвоен решением Лысьвенского горисполкома от 16.10.75 года, а в 1981 году получил статус областного. В результате создания в 2003 году охраняемого природного ландшафта «Чусовской», территория памятника природы была включена в его состав.